# Benjamin F. Marsh

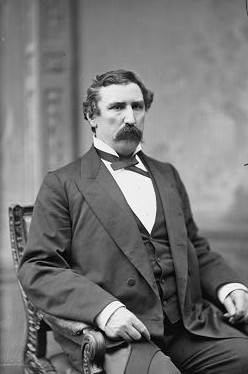
Benjamin F. Marsh

Benjamin Franklin Marsh (* 1839 im Hancock County, Illinois; † 2. Juni 1905 in Warsaw, Illinois) war ein US-amerikanischer Politiker. Zwischen 1877 und 1905 vertrat er dreimal den Bundesstaat Illinois im US-Repräsentantenhaus.

## Leben
Benjamin Marsh besuchte private Schulen und das Jubilee College. Nach einem anschließenden Jurastudium und seiner 1860 erfolgten Zulassung als Rechtsanwalt begann er in Warsaw in diesem Beruf zu arbeiten. Während des Bürgerkrieges diente er im Heer der Union, in dem er bis zu seinem Ausscheiden aus dem Militärdienst im Januar 1866 bis zum Oberst aufstieg. Danach praktizierte er bis 1877 in Warsaw wieder als Anwalt. Gleichzeitig schlug er als Mitglied der Republikanischen Partei eine politische Laufbahn ein.
Bei den Kongresswahlen des Jahres 1876 wurde Marsh im zehnten Wahlbezirk von Illinois in das US-Repräsentantenhaus in Washington, D.C. gewählt, wo er am 4. März 1877 die Nachfolge des Demokraten John C. Bagby antrat. Nach zwei Wiederwahlen konnte er bis zum 3. März 1883 drei Legislaturperioden im Kongress absolvieren. Ab 1881 war er Vorsitzender des Rentenausschusses. Im Jahr 1882 wurde er nicht wiedergewählt. Nach dem Ende seiner Zeit im US-Repräsentantenhaus arbeitete Benjamin Marsh in der Landwirtschaft und hier vor allem auf dem Gebiet der Viehzucht. Von 1889 bis 1893 war er unter anderem Eisenbahn- und Lagerbeauftragter (Railroad and Warehouse Commissioner) seines Staates. Im Juni 1888 war er Delegierter zur Republican National Convention in Chicago, auf der Benjamin Harrison als Präsidentschaftskandidat nominiert wurde.
Bei den Wahlen des Jahres 1892 wurde Marsh im elften Distrikt seines Staates erneut in den Kongress gewählt, wo er am 4. März 1893 Benjamin T. Cable ablöste. Nach drei Wiederwahlen konnte er bis zum 3. März 1901 im Kongress verbleiben. In diese Zeit fiel der Spanisch-Amerikanische Krieg von 1898. Ab 1895 war er Vorsitzender des Milizausschusses. Im Jahr 1900 wurde er nicht wiedergewählt. Zwei Jahre später wurde er im 14. Bezirk von Illinois erneut in den Kongress gewählt, wo er nach einer Wiederwahl zwischen dem 4. März 1903 und seinem Tod am 2. Juni 1905 verbleiben konnte.